# Chiara Mastroianniová
Chiara Mastroianniová (* 28. května 1972 Paříž) je francouzská herečka a zpěvačka.
Jejím otcem je Marcello Mastroianni a matkou Catherine Deneuve.
Vystudovala italštinu na Univerzitě Paříž III. Ve filmu se objevovala již od sedmi let. V roce 1994 byla nominována na Césara pro nejslibnější herečku za roli ve filmu Mé oblíbené období. Spolu se svým otcem hrála ve filmu Roberta Altmana Prêt-à-Porter. Objevila se také ve filmu Milovaní, který se odehrává v Praze, podílela se na něm česká produkční firma Negativ a jednu z hlavních rolí v něm hrál Miloš Forman. Namluvila hlavní hrdinku animovaného filmu Persepolis. Za roli ve filmu Chambre 212 byla oceněna na Filmovém festivalu v Cannes. Vydala pěvecká alba Home (2004) a Volver (2017).
Jejím manželem byl v letech v 2002–2005 hudebník Benjamin Biolay. Je matkou dvou dětí.